# Heilige Geestkerk (Goirle)
De Heilige Geestkerk was een parochiekerk in de Noord-Brabantse plaats Goirle, gelegen aan het Van Hogendorpplein.
Dit was de derde parochiekerk van Goirle. Hij werd gebouwd in 1966 naar ontwerp van A. van Merendonk en is een zogenaamde sporthalkerk. Het was dan ook een uiterst sobere blokvormige kerk zonder toren. In 1999 werd de kerk al onttrokken aan de eredienst en kort daarna gesloopt. In 2000 werd de parochie ook formeel opgeheven en bleef er, door fusie, nog slechts één parochie in Goirle bestaan.